# Gare d'Ōkubo (Tokyo)
Pour les articles homonymes, voir Gare d'Ōkubo.
La gare d'Ōkubo (大久保駅, Ōkubo-eki) est une gare ferroviaire de la ville de Tokyo au Japon. Elle est située dans l'arrondissement de Shinjuku. La gare est desservie par la ligne Chūō-Sōbu de la JR East.

## Situation ferroviaire
La gare d'Ōkubo est située au point kilométrique (PK) 12,4 de la ligne Chūō-Sōbu.

## Histoire
La gare a été inaugurée le 5 mai 1895.

## Service des voyageurs

### Accueil
La gare dispose d'un bâtiment voyageurs, avec guichet, ouvert tous les jours.

### Desserte
- Ligne Chūō-Sōbu  :
  - voie 1 : direction Mitaka
  - voie 2 : direction Shinjuku et Chiba